# Edmund Escurçó Negre
Edmund Blackadder és el nom de l'antiheroi protagonista de la sèrie de televisió L'escurçó negre (Blackadder). El personatge és un membre de la dinastia Blackadder de cada període històric, i sempre és interpretat per Rowan Atkinson.

## Les característiques comunes
Algunes de les característiques comunes són que en totes les temporades el personatge es diu Edmund. És un personatge cruel i sense escrúpols, decidit i manipulador. Sempre perseguit per la mala sort, es troba (contra la seva voluntat) sempre en problemes, de la qual se'n surt a través de grans esforços, sacrificis, plans enginyosos i terribles. Sempre estava al seu costat al seu fidel servent Baldrick.

## Edmund Blackadder a través de la sèrie

### Sèrie I: El Príncep Edmund "Blackadder", duc d'Edimburg
El primer a dir-se Edmund "Blackadder" és el jove príncep d'Anglaterra, fillastre de l'imaginari rei Richard IV d'Anglaterra. Va néixer el 1461, fill de Gertrudis de Flandes i McAngus Donald, tercer duc d'Argyll. Les seves característiques són molt diferents de les adoptades pel mateix personatge en la sèrie posterior. Ell és inepte i no intelectualmente dotat, també perseguit per la mala sort dels seus successors, és igualment hàbil per desfer-se de tots els embolics. Els seus companys constants són lord Percy i Baldrick.

### Sèrie II: Senyor Edmund Blackadder
És un noble a la cort d'Isabel I d'Anglaterra. És molt més intel·ligent, sagaç i encantador que el seu avantpassat, el príncep Edmund. Assetjat pels creditors dels problemes i ha de tant en tant guanyar el favor de la reina, que sovint amenaça de tallar el cap, per salvar la vida, per defensar el seu honor i engreixar el seu propi patrimoni. Sempre és recolzat per Lord Percy i Baldrick.

### Sèrie III: El Sr Edmund Blackadder, el majordom
Aquest ja no té cap títol, i es reduirà a ser el majordom del príncep de Gal·les en l'era de la Revolució Francesa i les Guerres Napoleòniques. Cada vegada és més astut i conspirador, i més propens a ficar-se en problemes. Intenta ser elegit a la Cambra dels Lords, però es lliurarà en el seu lloc (irònicament) al servent Baldrick.

### Sèrie IV: Capità Edmund Blackadder
Oficial britànic de Sa Majestat a l'Exèrcit durant la Primera Guerra Mundial. El seu únic objectiu és posposar l'assalt i mantenir-se emboscat a la rereguarda de l'exèrcit per seguir amb vida. Afirma que es va unir a l'exèrcit el 1888 i que ha lluitat a l'Àfrica contra el Watussi. Controla el soldat Baldrick i el tinent George.